# Folx Music Television

Ehemaliges Logo

Folx Music Television ist ein deutschsprachiger Free-TV-Sender aus Slowenien, der vom 15. April 2013 bis zum 24. März 2025 über den Satelliten Astra mit der Orbitalposition 19,2 Grad Ost empfangbar war, aber der Online-Empfang ist weiterhin möglich. Es handelt sich um einen Musiksender für Deutschland, Österreich und die Schweiz, der Musikern aus der Volksmusikszene eine Plattform bietet und ihnen die Produktion von Musikvideos ermöglichen will. Gesendet wird aus der slowenischen Hauptstadt Ljubljana, wobei das Folx Quiz seit dem 26. Februar 2016 in Unterföhring bei München produziert wird. Weitere Niederlassungen des Senders befinden sich in Hechingen in Baden-Württemberg und Klagenfurt am Wörthersee in Kärnten.

## Programm
Programmschwerpunkte sind die Folx Box (Dienstag und Donnerstag ab 19:45 Uhr) in der Musikwünsche der Zuschauer erfüllt werden, Folx !nteraktiv (Dienstag und Donnerstag ab 15:30 Uhr) mit Informationen und Gästen rund um das Thema Volks- und Schlagermusik, Folx on Tour (Sonntag ab 20:15 Uhr), die Show Folx Stadl, bei der Musiker vor Live-Publikum auftreten (Samstag ab 20:15 Uhr) sowie die Call-in-Gewinnspielshow Folx Quiz.

### Moderatoren
Musikabteilung in Ljubljana:
- Lara Bianca Fuchs: Moderation Folx Stadl
- Hansi Berger: Moderation Folx Stadl

Quizabteilung in München (bis 2018):
- Robert Klug: Moderation Folx Quiz
- Julia Dhein: Moderation Folx Quiz
- Franziska Bleicher: Moderation Folx Quiz
- Jane Sommer: Moderation Folx Quiz
- Emily Ifeoma: Moderation Deine Chance Show
- Stefan Pollak: Moderation Deine Chance Show
- Laetitia: Moderation Deine Chance Show

## Empfang
Über Satellit ist das Programm seit dem 24. März 2025 nicht mehr empfangbar, als Livestream gibt es den Sender weiterhin.